# Патрик Лихи
САД
Патрик Џозеф (Пат) Лихи (енгл. Patrick Joseph (Pat) Leahy; 20. мај 1877, Крејган, Шарлевил, Округ Корк, Ирска – 1926, САД) је ирски атлетичар који је освојио олимпијске медаље за Уједињено Краљевство у скоку увис и скоку удаљ на Олимпијским играма 1900.
Био је један од седморо браће од којих сви били спортисти. Његов брат Корнелијус Лихи је такође учествовао и освајао медаље у скоковима на олимпијским играма. Други брат, Тимоти, такође је добро скакао. Патрик је на такмичењу у Даблину 1898. победио у скоку увис са британским рекордом 1,93 метра. Скакао је и троскок.
На Олимпијским играма 1900. у Паризу Лихи је учествовао у три скакачке дисциплине. Освојио је сребрну медаљу у скоку увис иза Ирвинга Бакстера, као и бронзану медаљу у скоку удаљ иза Алвина Кренцлајна и Мајера Принстајна.
Са својим братом Корнелијусом 1909. пребегао је у САД, где је провео остатак живота. Умро је у 49. години.